# Listă de imnuri naționale

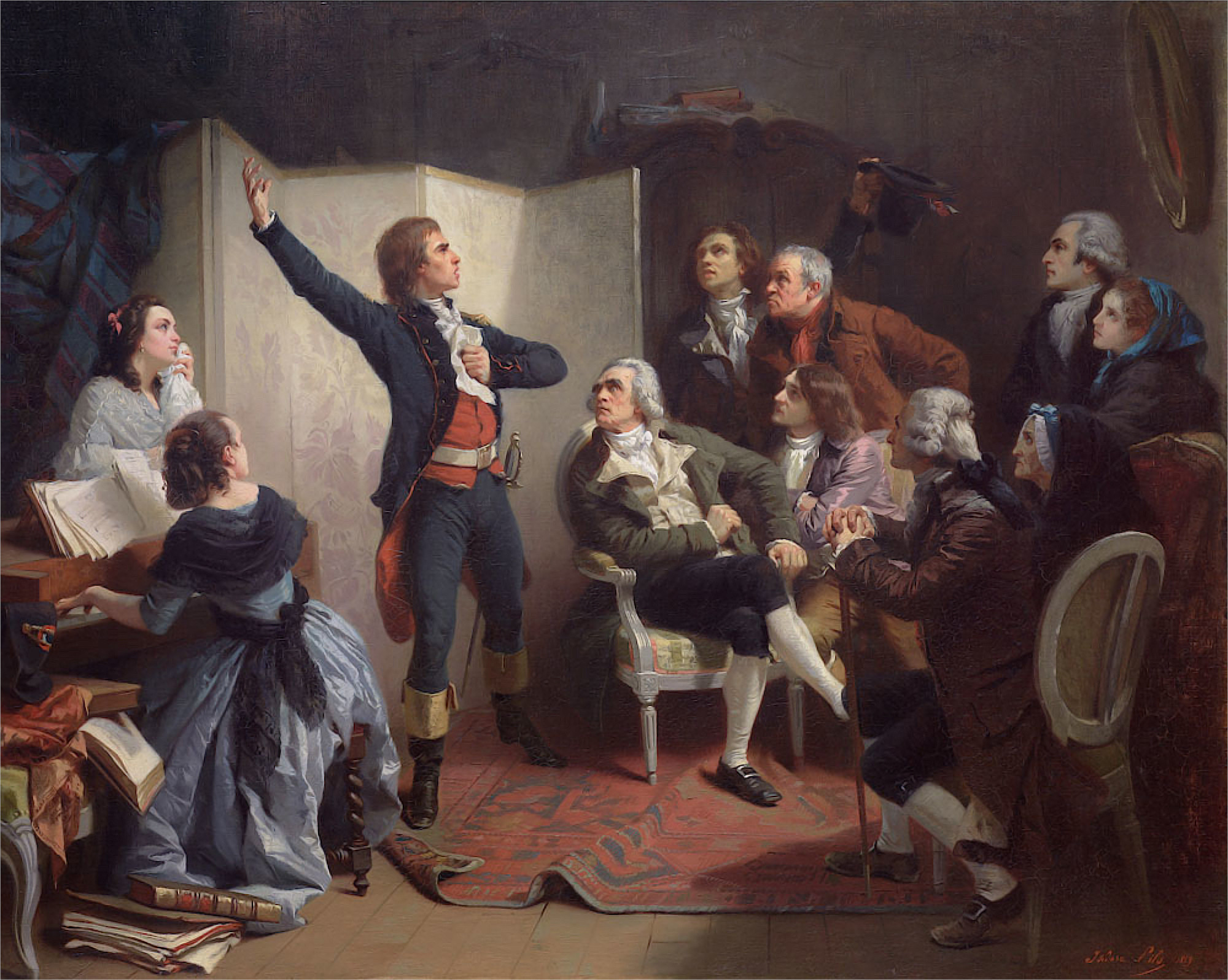
Claude Joseph Rouget de Lisle, compozitorul imnului național francez „La Marseillaise”, îl cântă pentru prima dată. Imnul este unul dintre primele care a fost adoptat de un stat modern, în 1795

Majoritatea statelor naționale au adoptat un imn, definit ca „un cântec de slavă, devotament sau patriotism”, drept imn național, majoritatea acestora fiind marșuri, compoziții muzicale cu caracter energic, în măsura de două sau patru pătrimi, cu un ritm ce sugerează pasul cadențat, care adesea reglează cadența pasului unei formații sau a unui cortegiu. Un cântec sau un imn poate deveni imn național conform constituției statului, printr-o lege adoptată de legislativul său sau pur și simplu prin tradiție. Un imn regal este un cântec patriotic asemănător unui imn național, dar adresat în mod specific unui monarh sau unei dinastii. Astfel de imnuri sunt de obicei interpretate la aparițiile publice ale monarhului sau în timpul altor evenimente de importanță regală. Unele state folosesc imnul regal ca imn național, cum ar fi imnul de stat al Iordaniei.
Există mai mulți candidați la poziția de cel mai vechi imn național. Dintre imnurile naționale, prima compoziție muzicală a fost imnul național olandez, „Wilhelmus”, care a fost scris între 1568 și 1572. Aceasta are versiuni în olandeză și engleză și se evidențiază prin faptul că este un acrostih în ambele limbi. Imnul japonez, „Kimigayo”, este imnul național care folosește cele mai vechi versuri, preluând cuvinte din „Kokin Wakashū” și fiind publicat pentru prima dată în anul 905, dar versurile nu au fost puse pe muzică până în 1880. Primul imn care a fost adoptat oficial a fost imnul spaniol „La Marcha Real”, în 1770, dar originile sale rămân neclare, considerându-se că are origini venețiene din secolul al XVI-lea sau chiar că ar fi fost compus de însuși regele Frederick cel Mare și fiind, de asemenea, unul dintre puținele imnuri naționale care nu au avut niciodată versuri oficiale Imnurile au devenit din ce în ce mai populare printre statele europene în secolul al XVIII-lea. De exemplu, imnul național britanic „God Save the King” a fost interpretat pentru prima dată în 1745. Imnul francez „La Marseillaise” a fost scris o jumătate de secol mai târziu, în 1792 și adoptat în 1795.
Imnurile naționale sunt de obicei scrise în cea mai comună limbă a statului, de obicei limba oficială. Statele cu mai multe limbi oficiale pot avea mai multe versiuni ale imnului național. De exemplu, imnul național al Elveției are versuri diferite pentru fiecare dintre cele patru limbi oficiale ale țării: franceză, germană, italiană și retoromană. Unul dintre cele două imnuri naționale ale Noii Zeelande este cântat în mod obișnuit cu prima strofă în maori ("Aotearoa") și al doua în engleză ("God Defend New Zealand"). Melodia este aceeași, dar versurile au semnificații diferite. Imnul național al Africii de Sud este unic prin faptul că include două cântece diferite, în cinci dintre cele unsprezece limbi oficiale ale țării, câte o strofă pentru fiecare limbă.
Danemarca și Noua Zeelandă sunt țări cu câte două imnuri naționale oficiale cu statut egal. Danemarca are două imnuri, Der er et yndigt land ("Există o țară iubită") și Kong Christian stod ved højen mast („Regele Christian stătea lângă catargul înalt”). Primul este considerat imnul național civil și este adesea cântat la evenimente civile și sportive, iar al doilea este atât imn regal, cât și imn național. De asemenea, Noua Zeelandă are două imnuri, God Defend New Zealand și God Save the King. Primul a fost adăugat în 1977 după o petiție adresată Parlamentului și aprobarea reginei Elisabeta a II-a. Cele două imnuri sunt adesea cântate împreună, prima strofă din God Defend New Zealand fiind cântată în maori ("Aotearoa"), iar a doua în engleză.
India are atât un imn național, Jana Gana Mana, cât și un cântec național, Vande Mataram. Jana Gana Mana a fost scris inițial în bengaleză de Rabindranath Tagore în 1911 și a fost adoptat ca imn național în 1950. Vande Mataram a fost compus în bengaleză sanscrită de Bankim Chandra Chattopadhyay în anii 1870 și a inspirat populația în timpul luptei pentru libertate.
Cuprins: Început - 0–9 A B C D E F G H I J K L M N O P Q R S T U V W X Y Z

## State membre ONU și state cu statut de observator ONU
Lista include state membre ale Națiunilor Unite și state și organizații cu statut de observator ONU. Sortarea este în ordine alfabetică, în funcție de numele prescurtat al statelor.
| Stat                                               | Imn național                                                                                                 | Anul adoptării                                                                | Versuri | Muzică                                                             | Audio | Durată | Ref.                 |
|                                                    | |                                                                               | |                                                                    | |        |                      |
| -------------------------------------------------- | --- | ----------------------------------------------------------------------------- | --- | ------------------------------------------------------------------ | --- | ------ | -------------------- |
| Emiratul Islamic al Afganistanului                 | Dā də Bātorāno Kor (Aceasta este Țara Vitejilor)                                                             | 1996, 2021                                                                    | necunoscut | necunoscut                                                         | | 4m 26s | [ 18 ] [ 19 ]        |
| Republica Africa de Sud                            | Imnul național al Africii de Sud                                                                             | 1997                                                                          | Enoch Sontonga, C. J. Langenhoven                                                                                         | Enoch Sontonga, Marthinus Lourens de Villiers                      | "National Anthem of South Africa" Probleme cu rularea acestui fișier? Vezi pagina de ajutor .                           | 2m 3s  | [ 20 ]               |
| Republica Albania                                  | Himni i Flamurit (Imnul pentru drapel)                                                                       | 1912                                                                          | Aleksandër Stavre Drenova                                                                                                 | Ciprian Porumbescu                                                 | "Himni i Flamurit" Probleme cu rularea acestui fișier? Vezi pagina de ajutor .                                          | 1m 6s  | [ 21 ]               |
| Republica Algeriană Democratică și Populară        | Kassaman" (Promisiune)                                                                                       | 1962, 2008                                                                    | Moufdi Zakaria | Mohamed Triki, Mohamed Fawzi                                       | | 1m 13s | [ 22 ]               |
| Principatul Andorra                                | El gran Carlemany (Carol cel Mare)                                                                           | 1921                                                                          | Enric Marfany Bons | Juan Benlloch y Vivó                                               | "El Gran Carlemany" Probleme cu rularea acestui fișier? Vezi pagina de ajutor .                                         | 1m 6s  | [ 23 ]               |
| Republica Angola                                   | Angola Avante (Înainte, Angola!)                                                                             | 1975                                                                          | Manuel Rui Alves Monteiro                                                                                                 | Rui Alberto Vieira Dias Mingas                                     | "Angola Avante" Probleme cu rularea acestui fișier? Vezi pagina de ajutor .                                             | 1m 4s  | [ 24 ]               |
| Antigua și Barbuda                                 | Fair Antigua, We Salute Thee (Antigua, te salutăm)                                                           | 1967, 1981                                                                    | Novelle Hamilton Richards                                                                                                 | Walter Garnet Picart Chambers                                      | "Fair Antigua, We Salute Thee" Probleme cu rularea acestui fișier? Vezi pagina de ajutor .                              | 1m 1s  | [ 25 ] [ 26 ]        |
| Regatul Arabiei Saudite                            | Aash Al Maleek (Trăiască Regele)                                                                             | 1950                                                                          | Ibrahim Khafaji | Abdul Rahman Al-Khateeb                                            | "Aash Al Maleek" Probleme cu rularea acestui fișier? Vezi pagina de ajutor .                                            | 0m 38s | [ 27 ]               |
| Republica Argentina                                | Himno Nacional Argentino (Imnul Național Argentinian)                                                        | 1813                                                                          | Vicente López y Planes | Blas Parera                                                        | "Himno Nacional Argentino" Probleme cu rularea acestui fișier? Vezi pagina de ajutor .                                  | 3m 33s | [ 28 ] [ 29 ]        |
| Republica Armenia                                  | Mer Hayrenik (Patria noastră)                                                                                | 1918, 1991                                                                    | Mikael Nalbandian | Barsegh Kanachyan                                                  | "Mer Hayrenik" Probleme cu rularea acestui fișier? Vezi pagina de ajutor .                                              | 0m 28s | [ 30 ]               |
| Comunitatea Australiei                             | Advance Australia Fair (Înainte, Australia!)                                                                 | 1974, 1984                                                                    | Peter Dodds McCormick | Peter Dodds McCormick                                              | "Advance Australia Fair" Probleme cu rularea acestui fișier? Vezi pagina de ajutor .                                    | 0m 54s | [ 31 ]               |
| Republica Austria                                  | Land der Berge, Land am Strome (Țara muntilor, țara de lângă râu)                                            | 1946 (instrumental) 1947 (versificat)                                         | Paula von Preradović | Wolfgang Amadeus Mozart Johann Holzer                              | "Land der Berge Land am Strome" Probleme cu rularea acestui fișier? Vezi pagina de ajutor .                             | 1m 29s | [ 32 ]               |
| Republica Azerbaidjan                              | Azərbaycan marșı (Imnul Azerbaidjanului)                                                                     | 1920, 1992                                                                    | Ahmed Javad | Uzeyir Hajibeyov                                                   | "Azərbaycan Respublikasının Dövlət Himni" Probleme cu rularea acestui fișier? Vezi pagina de ajutor .                   | 2m 12s | [ 33 ] [ 34 ]        |
| Comunitatea Bahamas                                | March On, Bahamaland (Înainte, Bahama!)                                                                      | 1973                                                                          | Timothy Gibson | Timothy Gibson                                                     | "March On, Bahamaland" Probleme cu rularea acestui fișier? Vezi pagina de ajutor .                                      | 1m 15s | [ 35 ] [ 36 ]        |
| Regatul Bahrain                                    | Bahrainona (Al nostru Bahrain)                                                                               | 1971                                                                          | Mohamed Sudqi Ayyash | necunoscut                                                         | "Bahrainona" Probleme cu rularea acestui fișier? Vezi pagina de ajutor .                                                | 0m 49s | [ 37 ]               |
| Republica Populară Bangladesh                      | Amar Shonar Bangla (Bengalul meu de aur)                                                                     | 1971 (provizoriu) 1972 (oficial)                                              | Rabindranath Tagore | Samar Das                                                          | "Amar Shonar Bangla" Probleme cu rularea acestui fișier? Vezi pagina de ajutor .                                        | 2m 15s | [ 38 ]               |
| Barbados                                           | In Plenty and In Time of Need (În belșug și la nevoie)                                                       | 1966                                                                          | Irving Burgie | C. Van Roland Edwards                                              | "In Plenty and In Time of Need" Probleme cu rularea acestui fișier? Vezi pagina de ajutor .                             | 1m 19s | [ 39 ]               |
| Republica Belarus                                  | Mî, belarusî (Noi, bielorușii)                                                                               | 1955 (instrumental) 2002 (reversificat)                                       | Mihas Klimkovici Uladzimir Karîznî                                                                                        | Nestar Sakalowski                                                  | "Mî, belarusî" Probleme cu rularea acestui fișier? Vezi pagina de ajutor .                                              | 3m 32s | [ 40 ]               |
| Regatul Belgiei                                    | La Brabançonne (Barabanteana)                                                                                | 1860                                                                          | Jenneval (Louis-Alexandre Dechet)                                                                                         | François Van Campenhout                                            | "La Brabançonne" Probleme cu rularea acestui fișier? Vezi pagina de ajutor .                                            | 1m 3s  | [ 41 ] [ 42 ]        |
| Belize                                             | Land of the Free (Țara celor liberi)                                                                         | 1981                                                                          | Samuel Alfred Haynes | Selwyn Walford Young                                               | "Land of the Free" Probleme cu rularea acestui fișier? Vezi pagina de ajutor .                                          | 2m 42s | [ 43 ]               |
| Republica Benin                                    | L'Aube Nouvelle (Zorii unei zile noi)                                                                        | 1960                                                                          | Gilbert Jean Dagnon | Gilbert Jean Dagnon                                                | "L'Aube Nouvelle" Probleme cu rularea acestui fișier? Vezi pagina de ajutor .                                           | 1m 8s  | [ 44 ]               |
| Regatul Bhutan                                     | Druk tsendhen (Regatul Dragonului Tunetului)                                                                 | 1953                                                                          | Dasho Gyaldun Thinley | Aku Tongmi                                                         | | 1m 45s | [ 45 ] [ 46 ]        |
| Statul Plurinațional al Boliviei                   | Bolivianos, el hado propicio (Bolivienii, soartă favorabilă)                                                 | 1851                                                                          | José Ignacio de Sanjinés                                                                                                  | Leopoldo Benedetto Vincenti                                        | "Bolivianos, el hado propicio" Probleme cu rularea acestui fișier? Vezi pagina de ajutor .                              | 1m 41s | [ 47 ]               |
| Bosnia și Herțegovina                              | Intermeco (Intermezzo)                                                                                       | 1999 (de facto) 2001 (de jure)                                                | | Dušan Šestić                                                       | | 0m 25s | [ 48 ]               |
| Republica Botswana                                 | Fatshe leno la rona (Binecuvântat să fie acest nobil pământ)                                                 | 1966                                                                          | Kgalemang Tumedisco Motsete                                                                                               | Kgalemang Tumedisco Motsete                                        | "Fatshe leno la rona" Probleme cu rularea acestui fișier? Vezi pagina de ajutor .                                       | 0m 57s | [ 49 ]               |
| Republica Federativă a Braziliei                   | Hino Nacional Brasileiro (Imnul național al Braziliei)                                                       | 1890 1922 (reversificat)                                                      | Joaquim Osório Duque Estrada                                                                                              | Francisco Manuel da Silva                                          | "Hino Nacional Brasileiro" Probleme cu rularea acestui fișier? Vezi pagina de ajutor .                                  | 3m 21s | [ 50 ]               |
| Brunei Darussalam                                  | Allah Peliharakan Sultan (Allah să-l binecuvânteze pe sultan)                                                | 1984                                                                          | Pengiran Muhammad Yusuf                                                                                                   | Besar bin Sagap                                                    | "Allah Peliharakan Sultan" Probleme cu rularea acestui fișier? Vezi pagina de ajutor .                                  | 1m 5s  | [ 51 ]               |
| Bulgaria                                           | Mila Rodino (Patrie scumpă)                                                                                  | 1989                                                                          | Țvetan Țvetcov Radoslavov                                                                                                 | Țvetan Țvetcov Radoslavov                                          | "Mila Rodino" Probleme cu rularea acestui fișier? Vezi pagina de ajutor .                                               | 2m 1s  | [ 52 ]               |
| Burkina Faso                                       | Une Seule Nuit (O singură noapte)                                                                            | 1984                                                                          | Thomas Sankara | Thomas Sankara                                                     | "Une Seule Nuit" Probleme cu rularea acestui fișier? Vezi pagina de ajutor .                                            | 1m 47s | [ 53 ]               |
| Republica Burundi                                  | Burundi bwacu (Al nostru Burundi)                                                                            | 1962                                                                          | Jean-Baptiste Ntahokaja and others                                                                                        | Marc Barengayabo                                                   | "Burundi bwacu" Probleme cu rularea acestui fișier? Vezi pagina de ajutor .                                             | 1m 50s | [ 54 ]               |
| Regatul Cambodgia                                  | Nokoreach (Regat Regal)                                                                                      | 1941, 1975, 1993                                                              | Chuon Nath | Norodom Suramarit                                                  | "Nokoreach" Probleme cu rularea acestui fișier? Vezi pagina de ajutor .                                                 | 1m 30s | [ 55 ]               |
| Republica Camerun                                  | Chant de Ralliement (Cântec de adunare)                                                                      | 1957 (în franceză) 1978 (în engleză)                                          | René Djam Afame, Samuel Minkio Bamba, Moïse Nyatte Nko'o (franceză) Bernard Nsokika Fonlon (engleză)                      | René Djam Afame                                                    | | 0m 58s | [ 56 ]               |
| Canada                                             | Ô Canada! (Oh, Canada!)                                                                                      | 1980                                                                          | Adolphe-Basile Routhier (franceză) Robert Stanley Weir (engleză)                                                          | Calixa Lavallée                                                    | "Ô Canada!" Probleme cu rularea acestui fișier? Vezi pagina de ajutor .                                                 | 1m 23s | [ 57 ] [ 58 ] [ 59 ] |
| Republica Capului Verde                            | Cântico da Liberdade (Cântecul libertății)                                                                   | 1996                                                                          | Amílcar Spencer Lopes | Adalberto Higino Tavares Silva                                     | "Cântico da Liberdade" Probleme cu rularea acestui fișier? Vezi pagina de ajutor .                                      | 1m 11s | [ 60 ]               |
| Republica Cehă                                     | Kde domov můj? (Unde este casa mea?)                                                                         | 1918, 1990                                                                    | Josef Kajetán Tyl | František Škroup                                                   | "Kde domov můj?" Probleme cu rularea acestui fișier? Vezi pagina de ajutor .                                            | 1m 12s | [ 61 ] [ 62 ]        |
| Republica Centrafricană                            | La Renaissance (Renașterea)                                                                                  | 1960                                                                          | Barthélémy Boganda | Herbert Pepper                                                     | | 1m 6s  | [ 63 ]               |
| Republica Ciad                                     | La Tchadienne (People of Chad)                                                                               | 1960                                                                          | Louis Gidrol și alții | Paul Villard                                                       | "La Tchadienne" Probleme cu rularea acestui fișier? Vezi pagina de ajutor .                                             | 1m 1s  | [ 64 ]               |
| Republica Chile                                    | Himno Nacional de Chile (Imnul național al Chile)                                                            | 1828                                                                          | Eusebio Lillo | Ramón Carnicer                                                     | "Himno Nacional de Chile" Probleme cu rularea acestui fișier? Vezi pagina de ajutor .                                   | 2m 2s  | [ 65 ]               |
| Republica Populară Chineză                         | Yìyǒngjūn Jìnxíngqǔ (Marșul Voluntarilor)                                                                    | 1949 (provizoriu) 1982 (oficial) 2004 (constituțional)                        | Tian Han | Nie Er                                                             | "Yìyǒngjūn Jìnxíngqǔ" Probleme cu rularea acestui fișier? Vezi pagina de ajutor .                                       | 0m 44s | [ 66 ]               |
| Republica Cipru                                    | Ýmnos eis tīn Eleutherían (Imn pentru libertate)                                                             | 1966                                                                          | Dionýsios Solomós | Nikolaos Mantzaros                                                 | "Ýmnos eis tīn Eleutherían" Probleme cu rularea acestui fișier? Vezi pagina de ajutor .                                 | 0m 45s | [ 67 ]               |
| Republica Coasta de Fildeș                         | L'Abidjanaise (Cântecul Abidjanului)                                                                         | 1960                                                                          | Mathieu Vangah Ekra Joachim Bony Pierre Marie Coty                                                                        | Pierre-Michel Pango                                                | | 1m 9s  | [ 68 ]               |
| Republica Columbia                                 | ¡Oh, gloria inmarcesible! (Oh, glorie nețărmurită!)                                                          | 1920                                                                          | Rafael Núñez | Oreste Sindici                                                     | "¡Oh, gloria inmarcesible!" Probleme cu rularea acestui fișier? Vezi pagina de ajutor .                                 | 2m 41s | [ 69 ]               |
| Uniunea Comorelor                                  | Udzima wa ya Masiwa (Uniunea Marilor Insule)                                                                 | 1978                                                                          | Said Hachim Sidi Abderemane                                                                                               | Said Hachim Sidi Abderemane Kamildine Abdallah                     | "Udzima wa ya Masiwa" Probleme cu rularea acestui fișier? Vezi pagina de ajutor .                                       | 1m 37s | [ 70 ]               |
| Republica Congo                                    | La Congolaise (Congoleza)                                                                                    | 1959, 1991                                                                    | Jacques Tondra Georges Kibanghi                                                                                           | Jean Royer Joseph Spadilière                                       | "La Congolaise" Probleme cu rularea acestui fișier? Vezi pagina de ajutor .                                             | 1m 15s | [ 71 ]               |
| Republica Democratică Congo                        | Debout Congolais! (Ridică-te congolezule!)                                                                   | 1960, 1997                                                                    | Joseph Lutumba | Simon-Pierre Boka di Mpasi Londi                                   | | 1m 27s | [ 72 ]               |
| Republica Populară Democrată Coreeană              | Aegukka (Cântec patriotic)                                                                                   | 1947                                                                          | Pak Seyŏng | Kim Wŏn'gyun                                                       | | 1m 35s | [ 73 ]               |
| Republica Coreea                                   | Aegukga (Cântec patriotic)                                                                                   | 1948                                                                          | An Chang-ho | Ahn Eak-tae                                                        | "Aegukga" Probleme cu rularea acestui fișier? Vezi pagina de ajutor .                                                   | 0m 57s | [ 74 ]               |
| Costa Rica                                         | Noble patria, tu hermosa bandera (Nobilă patrie, frumosul tău drapel)                                        | 1852                                                                          | José María Zeledón Brenes                                                                                                 | Manuel María Gutiérrez                                             | "Noble patria, tu hermosa bandera" Probleme cu rularea acestui fișier? Vezi pagina de ajutor .                          | 1m 50s | [ 75 ]               |
| Republica Croația                                  | Lijepa naša domovino (Patria noastră frumoasă)                                                               | 1972                                                                          | Antun Mihanović | Josip Runjanin                                                     | "Lijepa naša domovino" Probleme cu rularea acestui fișier? Vezi pagina de ajutor .                                      | 0m 59s | [ 76 ] [ 77 ]        |
| Republica Cuba                                     | La Bayamesa (Bayameza)                                                                                       | 1902, 1909                                                                    | Perucho Figueredo | Perucho Figueredo                                                  | "La Bayamesa" Probleme cu rularea acestui fișier? Vezi pagina de ajutor .                                               | 0m 53s | [ 78 ]               |
| Regatul Danemarcei                                 | Kong Christian stod ved højen mast (Regele Christian stătea lângă catargul înalt)                            | 1780                                                                          | Johannes Ewald | necunoscut                                                         | "Kong Christian stod ved højen mast" Probleme cu rularea acestui fișier? Vezi pagina de ajutor .                        | 1m 11s | [ 79 ] [ 80 ]        |
| Regatul Danemarcei                                 | Der er et yndigt land" (Există o țară iubită)                                                                | 1835                                                                          | Adam Oehlenschläger | Hans Ernst Krøyer                                                  | "Der er et yndigt land" Probleme cu rularea acestui fișier? Vezi pagina de ajutor .                                     | 1m 20s | [ 79 ] [ 80 ]        |
| Republica Djibouti                                 | Jabuuti | 1977                                                                          | Aden Elmi | Abdi Robleh                                                        | "Djibouti" Probleme cu rularea acestui fișier? Vezi pagina de ajutor .                                                  | 0m 48s | [ 81 ]               |
| Dominica                                           | Isle of Beauty, Isle of Splendour (Insula Frumuseții, Insula Splendorii)                                     | 1978                                                                          | Wilfred Oscar Morgan Pond                                                                                                 | Lemuel McPherson Christian                                         | "Isle of Beauty, Isle of Splendour" Probleme cu rularea acestui fișier? Vezi pagina de ajutor .                         | 0m 49s | [ 82 ]               |
| Republica Dominicană                               | Quisqueyanos valientes (Quisqueyani curajoși)                                                                | 1934                                                                          | Emilio Prud'Homme | José Rufino Reyes y Siancas                                        | "Quisqueyanos valientes" Probleme cu rularea acestui fișier? Vezi pagina de ajutor .                                    | 1m 37s | [ 83 ]               |
| Republica Ecuador                                  | Salve, Oh Patria (Te salut, oh, Patrie)                                                                      | 1948                                                                          | Juan León Mera | Antonio Neumane                                                    | "Salve, Oh Patria" Probleme cu rularea acestui fișier? Vezi pagina de ajutor .                                          | 3m 19s | [ 84 ]               |
| Republica Arabă a Egiptului                        | Bilady, Bilady, Bilady (Patria mea, patria mea, patria mea)                                                  | 1923 1952 (neoficial) 1979 (oficial)                                          | Mohamed Younis Al-Qady (adaptat după un discurs al lui Mustafa Kamil)                                                     | Sayed Darwish                                                      | "Bilady, Bilady, Bilady" Probleme cu rularea acestui fișier? Vezi pagina de ajutor .                                    | 1m 26s | [ 85 ]               |
| Republica El Salvador                              | Saludemos la Patria orgullosos (Să salutăm țara cu mândrie)                                                  | 1879 (de facto) 1953 (de jure)                                                | Juan José Cañas | Juan Aberle                                                        | "Saludemos la Patria orgullosos" Probleme cu rularea acestui fișier? Vezi pagina de ajutor .                            | 4m 14s | [ 86 ]               |
| Confederația Elvețiană                             | Schweizerpsalm (Psalm elvețian)                                                                              | 1961 (de facto) 1981 (de jure)                                                | Leonhard Widmer (germană), Charles Chatelanat (franceză), Camillo Valsangiacomo (italiană), Flurin Camathias (retoromană) | Alberich Zwyssig                                                   | "Schweizerpsalm" Probleme cu rularea acestui fișier? Vezi pagina de ajutor .                                            | 1m 24s | [ 87 ]               |
| Emiratele Arabe Unite                              | Ishy Bilady (Trăiască Patria)                                                                                | 1971, 1986 (versuri)                                                          | Arif Al Sheikh Abdullah Al Hassan                                                                                         | Saad Abdel Wahab                                                   | "Ishy Bilady" Probleme cu rularea acestui fișier? Vezi pagina de ajutor .                                               | 0m 48s | [ 88 ] [ 89 ]        |
| Statul Eritreea                                    | Ertra, Ertra, Ertra (Eritreea, Eritreea, Eritreea)                                                           | 1993                                                                          | Solomon Tsehaye Beraki | Isaac Abraham Meharezghi Aron Tekle Tesfatsion                     | "Ertra, Ertra, Ertra" Probleme cu rularea acestui fișier? Vezi pagina de ajutor .                                       | 1m 59s | [ 90 ]               |
| Republica Estonia                                  | Mu isamaa, mu õnn ja rõõm (Patria mea, mândria și bucuria mea)                                               | 1920, 1990                                                                    | Johann Voldemar Jannsen                                                                                                   | Fredrik Pacius                                                     | "Mu isamaa, mu õnn ja rõõm" Probleme cu rularea acestui fișier? Vezi pagina de ajutor .                                 | 0m 32s | [ 91 ] [ 92 ]        |
| Regatul Eswatini                                   | Nkulunkulu Mnikati wetibusiso temaSwati (Oh, Doamne. Împarte binecuvântări poporului Swazi)                  | 1968                                                                          | Andrease Enoke Fanyana Simelane                                                                                           | David Kenneth Rycroft                                              | "Nkulunkulu Mnikati wetibusiso temaSwati" Probleme cu rularea acestui fișier? Vezi pagina de ajutor .                   | 1m 8s  | [ 93 ]               |
| Republica Federală Democratică a Etiopiei          | Wodefit Gesgeshi, Widd Innat Ityopp'ya (Mergi înainte, dragă mamă Etiopia)                                   | 1992                                                                          | Dereje Melaku Mengesha | Solomon Lulu Mitiku                                                | "Wodefit Gesgeshi, Widd Innat Ityopp'ya" Probleme cu rularea acestui fișier? Vezi pagina de ajutor .                    | 1m 24s | [ 94 ] [ 95 ]        |
| Republica Insulelor Fiji                           | Meda Dau Doka (Dumnezeu a binecuvântat Fiji)                                                                 | 1970                                                                          | Michael Francis Alexander Prescott                                                                                        | Charles Austin Miles                                               | "Meda Dau Doka" Probleme cu rularea acestui fișier? Vezi pagina de ajutor .                                             | 1m 26s | [ 96 ]               |
| Republica Filipine                                 | Lupang Hinirang (Pământul ales)                                                                              | 1898                                                                          | José Palma | Julián Felipe                                                      | "Lupang Hinirang" Probleme cu rularea acestui fișier? Vezi pagina de ajutor .                                           | 1m 2s  | [ 97 ]               |
| Republica Finlanda                                 | Maamme (în finlandeză) Vårt Land (în suedeză) (Țara Noastră)                                                 | 1917                                                                          | Johan Ludvig Runeberg (suedeză) Paavo Cajander (finlandeză)                                                               | Fredrik Pacius                                                     | "Maamme/Vårt Land" Probleme cu rularea acestui fișier? Vezi pagina de ajutor .                                          | 0m 46s | [ 98 ]               |
| Republica Franceză                                 | La Marseillaise (Marseilleza)                                                                                | 1795, 1870                                                                    | Claude Joseph Rouget de Lisle                                                                                             | Claude Joseph Rouget de Lisle                                      | "La Marseillaise" Probleme cu rularea acestui fișier? Vezi pagina de ajutor .                                           | 1m 19s | [ 9 ]                |
| Republica Gaboneză                                 | La Concorde (Concordia)                                                                                      | 1960                                                                          | Georges Aleka Damas | Georges Aleka Damas                                                | "La Concorde" Probleme cu rularea acestui fișier? Vezi pagina de ajutor .                                               | 1m 45s | [ 99 ]               |
| Republica Gambia                                   | For The Gambia Our Homeland (Pentru Gambia, patria noastră)                                                  | 1965                                                                          | Virginia Julie Howe | Jeremy Frederick Howe                                              | "For The Gambia Our Homeland" Probleme cu rularea acestui fișier? Vezi pagina de ajutor .                               | 1m 20s | [ 100 ]              |
| Republica Georgia                                  | Tavisupleba (Libertate)                                                                                      | 2004                                                                          | David Magradze | Zaharia Paliașvili                                                 | "Tavisupleda" Probleme cu rularea acestui fișier? Vezi pagina de ajutor .                                               | 1m 26s | [ 101 ]              |
| Republica Federală Germania                        | Das Lied der Deutschen (Cântecul germanilor)                                                                 | 1922, 1952                                                                    | August Heinrich Hoffmann von Fallersleben                                                                                 | Joseph Haydn                                                       | "Das Lied der Deutschen" Probleme cu rularea acestui fișier? Vezi pagina de ajutor .                                    | 1m 20s | [ 102 ]              |
| Republica Ghana                                    | God Bless Our Homeland Ghana] (Dumnezeu să ne binecuvânteze patria, Ghana)                                   | 1957                                                                          | Michael Kwame Gbordzoe | Philip Gbeho                                                       | "God Bless Our Homeland Ghana" Probleme cu rularea acestui fișier? Vezi pagina de ajutor .                              | 0m 57s | [ 103 ]              |
| Republica Elenă                                    | Imnos pros tin Eleftherian (Imn pentru libertate)                                                            | 1865                                                                          | Dionýsios Solomós | Nikolaos Mantzaros                                                 | "Imnos pros tin Eleftherian" Probleme cu rularea acestui fișier? Vezi pagina de ajutor .                                | 0m 45s | [ 104 ]              |
| Grenada                                            | Hail Grenada (Te salut, Grenada)                                                                             | 1974                                                                          | Irva Merle Baptiste | Louis Arnold Masanto                                               | "Hail Grenada" Probleme cu rularea acestui fișier? Vezi pagina de ajutor .                                              | 1m 17s | [ 105 ]              |
| Republica Guatemala                                | Himno Nacional de Guatemala (Imnul național al Guatemalei)                                                   | 1897                                                                          | José Joaquín Palma | Rafael Álvarez Ovalle                                              | "Himno Nacional de Guatemala" Probleme cu rularea acestui fișier? Vezi pagina de ajutor .                               | 1m 38s | [ 106 ]              |
| Republica Guineea                                  | Liberté (Libertate)                                                                                          | 1958                                                                          | necunoscut | Kodofo Moussa                                                      | "Liberté" Probleme cu rularea acestui fișier? Vezi pagina de ajutor .                                                   | 1m 12s | [ 107 ]              |
| Republica Guineea-Bissau                           | Esta É a Nossa Pátria Bem Amada (Aceasta este patria noastră mult iubită)                                    | 1974                                                                          | Amílcar Cabral | Xiao He                                                            | | 1m 1s  | [ 108 ]              |
| Republica Guineea Ecuatorială                      | Caminemos pisando las sendas de nuestra inmensa felicidad (Să mergem pe calea fericirii noastre nemărginite) | 1968                                                                          | Atanasio Ndongo Miyone | Ramiro Sánchez Lopes                                               | "Caminemos pisando las sendas de nuestra inmensa felicidad" Probleme cu rularea acestui fișier? Vezi pagina de ajutor . | 1m 54s | [ 109 ]              |
| Republica Cooperatistă Guyana                      | Dear Land of Guyana, of Rivers and Plains (Dragă țară a Guyanei, a râurilor și a câmpiilor)                  | 1966                                                                          | Archibald Leonard Luker                                                                                                   | Robert Cyril Gladstone Potter                                      | "Dear Land of Guyana, of Rivers and Plains" Probleme cu rularea acestui fișier? Vezi pagina de ajutor .                 | 0m 53s | [ 110 ]              |
| Republica Haiti                                    | La Dessalinienne (Dessaliniana)                                                                              | 1904                                                                          | Justin Lhérisson | Nicolas Geffrard                                                   | "La Dessalinienne" Probleme cu rularea acestui fișier? Vezi pagina de ajutor .                                          | 0m 37s | [ 111 ]              |
| Republica Honduras                                 | Himno Nacional de Honduras (Imnul național al Hondurasului)                                                  | 1915                                                                          | Augusto Constancio Coello                                                                                                 | Carlos Hartling                                                    | "Himno Nacional de Honduras" Probleme cu rularea acestui fișier? Vezi pagina de ajutor .                                | 2m 47s | [ 112 ]              |
| Republica India                                    | Jana Gana Mana (Tu ești stăpânitorul minții tuturor oamenilor)                                               | 1950                                                                          | Rabindranath Tagore | Rabindranath Tagore                                                | "Jana Gana Mana" Probleme cu rularea acestui fișier? Vezi pagina de ajutor .                                            | 1m 4s  | [ 113 ]              |
| Republica Indonezia                                | Indonesia Raya (Marea Indonezie)                                                                             | 1945 (original) 1950 (oficial)                                                | Wage Rudolf Soepratman | Wage Rudolf Soepratman                                             | "Indonesia Raya" Probleme cu rularea acestui fișier? Vezi pagina de ajutor .                                            | 1m 43s | [ 114 ]              |
| Republica Insulelor Marshall                       | Forever Marshall Islands (Insulele Marshall pentru totdeauna)                                                | 1991                                                                          | Amata Kabua | Amata Kabua                                                        | "Forever Marshall Islands" Probleme cu rularea acestui fișier? Vezi pagina de ajutor .                                  | 2m 18s | [ 115 ]              |
| Insulele Solomon                                   | God Save Our Solomon Islands (Dumnezeu să salveze Insulele noastre Solomon)                                  | 1978                                                                          | Panapasa Balekana, Matila Balekana                                                                                        | Panapasa Balekana                                                  | "God Save Our Solomon Islands" Probleme cu rularea acestui fișier? Vezi pagina de ajutor .                              | 1m 22s | [ 116 ]              |
| Regatul Hașemit al Iordaniei                       | Al-salam Al-malaki Al-urdoni (Pace Regatului iordanian)                                                      | 1946                                                                          | Abdul Monem Al-Refai | Abdul Qader al-Taneer                                              | "Al-salam Al-malaki Al-urdoni" Probleme cu rularea acestui fișier? Vezi pagina de ajutor .                              | 0m 36s | [ 117 ]              |
| Republica Irak                                     | Mawtini (Patria mea)                                                                                         | 2004                                                                          | Ibrahim Touqan | Mohammed Flayfel                                                   | "Mawtini" Probleme cu rularea acestui fișier? Vezi pagina de ajutor .                                                   | 1m 45s | [ 118 ]              |
| Republica Islamică Iran                            | Soroud-e Melli-e Jomhouri-e Eslami-e Iran (Imnul național al Republicii Islamice Iran)                       | 1990                                                                          | Sayed Bagheri | Hassan Riyahi                                                      | "Soroud-e Melli-e Jomhouri-e Eslami-e Iran" Probleme cu rularea acestui fișier? Vezi pagina de ajutor .                 | 0m 57s | [ 119 ]              |
| Republica Irlanda                                  | Amhrán na bhFiann (Cântecul soldatului)                                                                      | 1926                                                                          | Peadar Kearney (engleză) Liam Ó Rinn (irlandeză)                                                                          | Peadar Kearney Patrick Heeney                                      | "Amhrán na bhFiann" Probleme cu rularea acestui fișier? Vezi pagina de ajutor .                                         | 0m 59s | [ 120 ]              |
| Islanda                                            | Lofsöngur (Hymn)                                                                                             | 1944                                                                          | Matthías Jochumsson | Sveinbjörn Sveinbjörnsson                                          | "Lofsöngur" Probleme cu rularea acestui fișier? Vezi pagina de ajutor .                                                 | 1m 39s | [ 121 ]              |
| Statul Israel                                      | Hatikvah (Speranța)                                                                                          | 1948                                                                          | Naftali Herz Imber | Samuel Cohen                                                       | "HaTikvah" Probleme cu rularea acestui fișier? Vezi pagina de ajutor .                                                  | 1m 14s | [ 122 ]              |
| Republica italiană                                 | Il Canto degli Italiani (Cântecul italienilor)                                                               | 1946 (de facto) 2017 (de jure)                                                | Goffredo Mameli | Michele Novaro                                                     | "Il Canto degli Italiani" Probleme cu rularea acestui fișier? Vezi pagina de ajutor .                                   | 1m 39s | [ 123 ] [ 124 ]      |
| Jamaica                                            | Jamaica, Land We Love (Jamaica, pământ pe care îl iubim)                                                     | 1962                                                                          | Hugh Sherlock | Robert Lightbourne                                                 | "Jamaica, Land We Love" Probleme cu rularea acestui fișier? Vezi pagina de ajutor .                                     | 1m 21s | [ 125 ]              |
| Japonia                                            | Kimigayo (Domnia Majestății Sale Imperiale)                                                                  | 1869 (muzică originală) 1870 (versuri) 1880 (muzică actuală) 1999 (legiferat) | Versuri preluate din colecția de poeme din secolul al X-lea Kokin wakashū                                                 | Hiromori Hayashi                                                   | "Kimi ga Yo" Probleme cu rularea acestui fișier? Vezi pagina de ajutor .                                                | 0m 59s | [ 127 ]              |
| Republica Kazahstan                                | Menıñ Qazaqstanym (Kazahstanul meu)                                                                          | 2006                                                                          | Zhumeken Nazhimedenov (modificat de Nursultan Nazarbayev)                                                                 | Șamșі Қaldaiaқov                                                   | "Meniñ Qazaqstanım" Probleme cu rularea acestui fișier? Vezi pagina de ajutor .                                         | 1m 50s | [ 128 ]              |
| Kârgâzstan                                         | Kyrgyz Respublikasynyn Mamlekettik Gimni (Imnul Național al Republicii Kârgâze)                              | 1992                                                                          | Djamil Sadykov, Eshmambet Kuluev                                                                                          | Nasyr Davlesov, Kalyi Moldobasanov                                 | "Kyrgyz Respublikasynyn Mamlekettik Gimni" Probleme cu rularea acestui fișier? Vezi pagina de ajutor .                  | 2m 3s  | [ 129 ]              |
| Republica Kenya                                    | Ee Mungu Nguvu Yetu (Oh, Dumnezeu al întregii Creații)                                                       | 1963                                                                          | Graham Hyslop, G. W. Senoga-Zake, Thomas Kalume, Peter Kibukosya, Washington Omondi                                       | colectiv                                                           | "Ee Mungu Nguvu Yetu" Probleme cu rularea acestui fișier? Vezi pagina de ajutor .                                       | 1m 52s | [ 130 ]              |
| Republica Kiribati                                 | Kunan Kiribati (Cântecul Kiribati)                                                                           | 1979                                                                          | Tamuera Ioteba Uriam | Tamuera Ioteba Uruam                                               | "Teirake Kaini Kiribati" Probleme cu rularea acestui fișier? Vezi pagina de ajutor .                                    | 0m 45s | [ 131 ]              |
| Statul Kuweit                                      | Al-Nasheed Al-Watani (Imn național)                                                                          | 1978                                                                          | Ahmad Meshari Al-Adwani                                                                                                   | Ibrahim Al-Soula                                                   | "Al-Nasheed Al-Watani" Probleme cu rularea acestui fișier? Vezi pagina de ajutor .                                      | 0m 35s | [ 132 ]              |
| Republica Populară Democrată Laos                  | Pheng Xat Lao (Imnul poporului Lao)                                                                          | 1945                                                                          | Sisana Sisane | Thongdy Sounthonevichit                                            | "Pheng Xat Lao" Probleme cu rularea acestui fișier? Vezi pagina de ajutor .                                             | 0m 50s | [ 133 ]              |
| Regatul Lesotho                                    | Lesōthō Fatše La Bo-Ntat'a Rōna (Lesotho, Țară a părinților noștri)                                          | 1967                                                                          | François Coillard | Ferdinand-Samuel Laur                                              | "Lesotho Fatše La Bontata Rona" Probleme cu rularea acestui fișier? Vezi pagina de ajutor .                             | 0m 43s | [ 134 ]              |
| Republica Letonia                                  | Dievs, svētī Latviju! (Doamne, binecuvântează Letonia)                                                       | 1920, 1990                                                                    | Kārlis Baumanis | Kārlis Baumanis                                                    | "Dievs, svētī Latviju!" Probleme cu rularea acestui fișier? Vezi pagina de ajutor .                                     | 1m 45s | [ 135 ]              |
| Republica Libaneză                                 | Koullouna Lilouataan Lil Oula Lil Alam (Noi toți! Pentru Țara noastră, pentru Glorie și Drapel!)             | 1927                                                                          | Rashid Nakhle | Wadih Sabra                                                        | "Lebanese National Anthem" Probleme cu rularea acestui fișier? Vezi pagina de ajutor .                                  | 0m 51s | [ 136 ]              |
| Republica Liberia                                  | All Hail, Liberia, Hail! (Toți salută, Liberia, te salutăm)                                                  | 1847                                                                          | Daniel Bashiel Warner | Olmstead Luca                                                      | "All Hail, Liberia, Hail!" Probleme cu rularea acestui fișier? Vezi pagina de ajutor .                                  | 1m 28s | [ 137 ]              |
| Statul Libia                                       | Libya, Libya, Libya (Libia, Libia, Libia)                                                                    | 2011                                                                          | Al Bashir Al Arebi | Mohammed Abdel Wahab                                               | "Libya, Libya, Libya!" Probleme cu rularea acestui fișier? Vezi pagina de ajutor .                                      | 1m 8s  | [ 138 ]              |
| Principatul Liechtenstein                          | Oben am jungen Rhein (Sus, la obârșia Rinului)                                                               | 1963                                                                          | Jakob Josef Jauch | necunoscut                                                         | "Oben am jungen Rhein" Probleme cu rularea acestui fișier? Vezi pagina de ajutor .                                      | 1m 25s | [ 139 ]              |
| Republica Lituania                                 | Tautiška giesmė (Imnul Național)                                                                             | 1919, 1988                                                                    | Vincas Kudirka | Vincas Kudirka                                                     | "Tautiška giesmė" Probleme cu rularea acestui fișier? Vezi pagina de ajutor .                                           | 1m 47s | [ 140 ]              |
| Marele Ducat de Luxemburg                          | Ons Heemecht (Patria noastră)                                                                                | 1895 (de facto) 1993 (de jure)                                                | Michel Lentz | Jean Antoine Zinnen                                                | "Ons Heemecht" Probleme cu rularea acestui fișier? Vezi pagina de ajutor .                                              | 1m 24s | [ 141 ]              |
| Republica Macedonia de Nord                        | Denes nad Makedonija (Astăzi peste Macedonia)                                                                | 1992                                                                          | Vlado Maleski | Todor Skalovski                                                    | | 0m 50s | [ 142 ]              |
| Republica Madagascar                               | Ry Tanindrazanay malala ô! (Oh, Țară iubită a strămoșilor noștri)                                            | 1959                                                                          | Pastor Rahajason | Norbert Raharisoa                                                  | "Ry Tanindrazanay malala ô!" Probleme cu rularea acestui fișier? Vezi pagina de ajutor .                                | 1m 2s  | [ 143 ]              |
| Republica Malawi                                   | Mulungu dalitsa Malaŵi (Doamne, binecuvântează pământul nostru Malawi)                                       | 1964                                                                          | Michael-Fredrick Paul Sauka                                                                                               | Michael-Fredrick Paul Sauka                                        | "Mulungu dalitsa Malaŵi" Probleme cu rularea acestui fișier? Vezi pagina de ajutor .                                    | 0m 52s | [ 144 ]              |
| Malaysia                                           | Negaraku (Țara mea)                                                                                          | 1957                                                                          | colectiv | Pierre-Jean de Béranger                                            | "Negaraku" Probleme cu rularea acestui fișier? Vezi pagina de ajutor .                                                  | 1m 24s | [ 145 ]              |
| Republica Maldive                                  | Gavmii mi ekuverikan matii tibegen kuriime salaam (Salut național)                                           | 1972                                                                          | Muhammad Jameel Didi | Pandit Wannakuwattawaduge Don Amaradeva                            | "Gavmii mi ekuverikan matii tibegen kuriime salaam" Probleme cu rularea acestui fișier? Vezi pagina de ajutor .         | 1m 8s  | [ 146 ]              |
| Republica Mali                                     | Le Mali (Mali)                                                                                               | 1962                                                                          | Seydou Badian Kouyate | Banzumana Sissoko                                                  | "Le Mali" Probleme cu rularea acestui fișier? Vezi pagina de ajutor .                                                   | 1m 19s | [ 147 ]              |
| Republica Malta                                    | L-Innu Malti (Imnul maltez)                                                                                  | 1964                                                                          | Dun Karm Psaila | Robert Samut                                                       | "L-Innu Malti" Probleme cu rularea acestui fișier? Vezi pagina de ajutor .                                              | 0m 49s | [ 148 ]              |
| Regatul Marocului                                  | An-Nashid As-Sharif (Imnul cherifian)                                                                        | 1956                                                                          | Ali Squalli Houssaini | Léo Morgan                                                         | "An-Nashid As-Sharif" Probleme cu rularea acestui fișier? Vezi pagina de ajutor .                                       | 1m 8s  | [ 149 ]              |
| Republica Islamică Mauritania                      | Bilada-l ubati-l hudati-l kiram (Țara celor mândri, nobili călăuzitori)                                      | 2017                                                                          | necunoscut | Rageh Daoud                                                        | "Bilada-l ubati-l hudati-l kiram" Probleme cu rularea acestui fișier? Vezi pagina de ajutor .                           | 1m 27s | [ 150 ]              |
| Republica Mauritius                                | Motherland (Patria)                                                                                          | 1968                                                                          | Jean Georges Prosper | Philippe Gentil                                                    | "Motherland" Probleme cu rularea acestui fișier? Vezi pagina de ajutor .                                                | 0m 59s | [ 151 ]              |
| Statele Unite Mexicane                             | Himno Nacional Mexicano (Imnul național mexican)                                                             | 1943                                                                          | Francisco González Bocanegra                                                                                              | Jaime Nunó                                                         | "Himno Nacional Mexicano" Probleme cu rularea acestui fișier? Vezi pagina de ajutor .                                   | 1m 42s | [ 152 ]              |
| Statele Federate ale Microneziei                   | Patriots of Micronesia (Patrioții din Micronezia)                                                            | 1991                                                                          | necunoscut | Adaptare după un cântec german tradițional (Ich hab' mich ergeben) | "Patriots of Micronesia" Probleme cu rularea acestui fișier? Vezi pagina de ajutor .                                    | 0m 36s | [ 153 ]              |
| Republica Moldova                                  | Limba noastră                                                                                                | 1994 (neoficial) 1995                                                         | Alexei Mateevici | Alexandru Cristea                                                  | "Limba noastră" Probleme cu rularea acestui fișier? Vezi pagina de ajutor .                                             | 1m 11s | [ 154 ]              |
| Principatul Monaco                                 | Hymne Monégasque (Imnul monegasc)                                                                            | 1848                                                                          | Louis Notari | Charles Albrecht                                                   | "Hymne Monégasque" Probleme cu rularea acestui fișier? Vezi pagina de ajutor .                                          | 1m 18s | [ 155 ]              |
| Statul Mongolia                                    | Mongol ulsiin töriin duulal (Imnul național al Mongoliei)                                                    | 1950                                                                          | Tsendiin Damdinsüren | Bilegiin Damdinsüren, Luvsanjambyn Mördorj                         | | 2m 6s  | [ 156 ]              |
| Republica Mozambic                                 | Pátria Amada (Iubită patrie)                                                                                 | 2002                                                                          | Salomão J. Manhiça and Mia Couto                                                                                          | Justino Sigaulane Chemane                                          | "Pátria Amada" Probleme cu rularea acestui fișier? Vezi pagina de ajutor .                                              | 1m 1s  | [ 157 ]              |
| Muntenegru                                         | Oj, svijetla majska zoro (Oh, luminoase zori de mai)                                                         | 2004                                                                          | folk song | Žarko Mirković                                                     | "Oj, svijetla majska zoro" Probleme cu rularea acestui fișier? Vezi pagina de ajutor .                                  | 2m 5s  | [ 158 ] [ 159 ]      |
| Republica Uniunea Myanmar                          | Kaba Ma Kyei (Până la sfârșitul lumii)                                                                       | 1947                                                                          | U Sein Mya Maung | YMB Saya Tin                                                       | ”Kaba Ma Kyei” Probleme cu rularea acestui fișier? Vezi pagina de ajutor .                                              | 0m 40s | [ 162 ]              |
| Republica Namibia                                  | Namibia, Land of the Brave (Namibia, Țara celor curajosi)                                                    | 1991                                                                          | Axali Doëseb | Axali Doëseb                                                       | | 1m 29s | [ 163 ]              |
| Republica Nauru                                    | Nauru Bwiema (Cântecul Nauru)                                                                                | 1968                                                                          | Margaret Hendrie | Laurence Henry Hicks                                               | "Nauru Bwiema" Probleme cu rularea acestui fișier? Vezi pagina de ajutor .                                              | 1m 18s | [ 164 ]              |
| Republica Federală Democratică Nepal               | Sayaun Thunga Phulka (Din sute de flori)                                                                     | 2007                                                                          | Byakul Maila | Amber Gurung                                                       | "Sayaun Thunga Phulka" Probleme cu rularea acestui fișier? Vezi pagina de ajutor .                                      | 1m 10s | [ 165 ]              |
| Republica Nicaragua                                | Salve a ti, Nicaragua (Te salut, Nicaragua)                                                                  | 1939, 1971                                                                    | Salomón Ibarra Mayorga | Luis A. Delgadillo                                                 | "Salve a ti, Nicaragua" Probleme cu rularea acestui fișier? Vezi pagina de ajutor .                                     | 0m 56s | [ 166 ]              |
| Republica Niger                                    | L'Honneur de la Patrie (Onoare Patriei)                                                                      | 2023                                                                          | |                                                                    | "L'Honneur de la Patrie" Probleme cu rularea acestui fișier? Vezi pagina de ajutor .                                    | 1m 24s | [ 167 ]              |
| Republica Federală Nigeria                         | Nigeria, We Hail Thee (Nigeria, te salutăm)                                                                  | 1960, 2024                                                                    | Lillian Jean Williams | Frances Berda                                                      | "Nigeria, We Hail Thee" Probleme cu rularea acestui fișier? Vezi pagina de ajutor .                                     | 1m 28s | [ 168 ]              |
| Regatul Norvegiei                                  | Ja, vi elsker dette landet (Da, iubim această țară)                                                          | 1864 (de facto) 2019 (de jure)                                                | Bjørnstjerne Bjørnson | Rikard Nordraak                                                    | "Ja, vi elsker dette landet" Probleme cu rularea acestui fișier? Vezi pagina de ajutor .                                | 1m 2s  | [ 169 ] [ 170 ]      |
| Noua Zeelandă                                      | God Defend New Zealand (Dumnezeu să ocrotească Noua Zeelandă)                                                | 1940, 1977                                                                    | Thomas Bracken (în engleză) Thomas H. Smith (în maori)                                                                    | John Joseph Woods                                                  | "God Defend New Zealand" Probleme cu rularea acestui fișier? Vezi pagina de ajutor .                                    | 1m 3s  | [ 171 ]              |
| Noua Zeelandă                                      | God Save the King (Dumnezeu să-l ocrotească pe Rege)                                                         | 1977                                                                          | necunoscut | necunoscut                                                         | "God Save the King" Probleme cu rularea acestui fișier? Vezi pagina de ajutor .                                         | 1m 3s  |                      |
| Sultanatul Oman                                    | Nashid as-Salaam as-Sultani (Salut Sultanic)                                                                 | 1970                                                                          | Rashid bin Uzayyiz Al Khusaidi                                                                                            | James Frederick Mills, Bernard Ebbinghaus                          | "Nashid as-Salaam as-Sultani" Probleme cu rularea acestui fișier? Vezi pagina de ajutor .                               | 1m 54s | [ 172 ]              |
| Republica Islamică Pakistan                        | Qaumī Tarāna (Imnul Național)                                                                                | 1954                                                                          | Hafeez Jullundhri | Ahmed Ghulamali Chagla                                             | "Qaumī Tarāna" Probleme cu rularea acestui fișier? Vezi pagina de ajutor .                                              | 1m 22s | [ 173 ]              |
| Republica Palau                                    | Belau rekid (Palaul nostru)                                                                                  | 1981                                                                          | colectiv | Ymesei O. Ezekiel                                                  | "Belau rekid" Probleme cu rularea acestui fișier? Vezi pagina de ajutor .                                               | 0m 52s | [ 174 ] [ 175 ]      |
| Statul Palestina                                   | Fida'i (Mântuirea mea)                                                                                       | 1996                                                                          | Said Al Muzayin | Ali Ismael                                                         | ”Fida’i” Probleme cu rularea acestui fișier? Vezi pagina de ajutor .                                                    | 0m 58s | [ 176 ]              |
| Republica Panama                                   | Himno Istmeño (Imnul istmului)                                                                               | 1906                                                                          | Jeronimo de la Ossa | Santos Jorge                                                       | "Himno Istmeño" Probleme cu rularea acestui fișier? Vezi pagina de ajutor .                                             | 1m 50s | [ 177 ]              |
| Papua Noua Guinee                                  | O Arise, All You Sons (Oh, ridicați-vă, toți Fiii)                                                           | 1975                                                                          | Tom Shacklady | Tom Shacklady                                                      | "O Arise, All You Sons" Probleme cu rularea acestui fișier? Vezi pagina de ajutor .                                     | 0m 58s | [ 178 ]              |
| Republica Paraguay                                 | Paraguayos, República o Muerte (Paraguayani, republica sau moartea)                                          | 1846                                                                          | Francisco Acuña de Figueroa                                                                                               | Francisco José Debali                                              | "Paraguayos, República o Muerte" Probleme cu rularea acestui fișier? Vezi pagina de ajutor .                            | 3m 11s | [ 179 ]              |
| Republica Peru                                     | Himno Nacional del Perú (Imnul Național al Peru)                                                             | 1821                                                                          | José de la Torre Ugarte y Alarcón                                                                                         | Jose Bernardo Alcedo                                               | "Himno Nacional del Perú" Probleme cu rularea acestui fișier? Vezi pagina de ajutor .                                   | 3m 9s  | [ 180 ]              |
| Republica Polonă                                   | Mazurek Dąbrowskiego (Mazurca lui Dąbrowski)                                                                 | 1927                                                                          | Józef Wybicki | Józef Wybicki                                                      | "Mazurek Dąbrowskiego" Probleme cu rularea acestui fișier? Vezi pagina de ajutor .                                      | 0m 43s | [ 181 ]              |
| Republica Portugheză                               | A Portuguesa (Portugheza)                                                                                    | 1910                                                                          | Henrique Lopes de Mendonça                                                                                                | Alfredo Keil                                                       | "A Portuguesa" Probleme cu rularea acestui fișier? Vezi pagina de ajutor .                                              | 1m 18s | [ 182 ]              |
| Statul Qatar                                       | As Salam al Amiri (Pace Emirului)                                                                            | 1996                                                                          | Sheikh Mubarak bin Saïf al-Thani                                                                                          | Abdul Aziz Nasser Obaidan                                          | "As Salam Al Amiri" Probleme cu rularea acestui fișier? Vezi pagina de ajutor .                                         | 1m 27s | [ 183 ]              |
| Regatul Unit al Marii Britanii și Irlandei de Nord | God Save the King (Dumnezeu să-l ocrotească pe Rege)                                                         | 1745                                                                          | Henry Carey | necunoscut                                                         | "God Save the King" Probleme cu rularea acestui fișier? Vezi pagina de ajutor .                                         | 1m 3s  | [ 184 ] [ 185 ]      |
| România                                            | Deșteaptă-te, române!                                                                                        | 1990                                                                          | Andrei Mureșanu | Anton Pann, Gheorghe Ucenescu                                      | "Deșteaptă-te, române!" Probleme cu rularea acestui fișier? Vezi pagina de ajutor .                                     | 2m 19s | [ 186 ]              |
| Federația Rusă                                     | Gosudarstvenîi Gimn Rossiiskoi Federații (Imnul de Stat al Federației Ruse)                                  | 2000                                                                          | Serghei Mihalkov | Aleksandr Aleksandrov                                              | "Gosudarstvenny Gimn Rossiyskoy Federatsii" Probleme cu rularea acestui fișier? Vezi pagina de ajutor .                 | 1m 22s | [ 187 ]              |
| Republica Rwanda                                   | Rwanda Nziza (Frumoasa Rwanda)                                                                               | 2002                                                                          | Faustin Murigo | Jean-Bosco Hashakimana                                             | "Rwanda Nziza" Probleme cu rularea acestui fișier? Vezi pagina de ajutor .                                              | 2m 19s | [ 188 ]              |
| Federația Saint Kitts și Nevis                     | O Land of Beauty! (Oh, țară a frumuseții!)                                                                   | 1983                                                                          | Kenrick Georges | Kenrick Georges                                                    | "O Land of Beauty!" Probleme cu rularea acestui fișier? Vezi pagina de ajutor .                                         | 1m 3s  | [ 189 ]              |
| Sfântul Vincențiu și Grenadinele                   | Saint Vincent, Land so beautiful (Saint Vincent, pământ atât de frumos)                                      | 1979                                                                          | Phyllis Punet | Joel Bertram Miguel                                                | "Saint Vincent, Land so Beautiful" Probleme cu rularea acestui fișier? Vezi pagina de ajutor .                          | 0m 51s | [ 190 ] [ 191 ]      |
| Statul Independent Samoa                           | The Banner of Freedom (Stindardul libertății)                                                                | 1962                                                                          | Sauni Iiga Kuresa | Sauni Iiga Kuresa                                                  | | 1m 13s | [ 192 ]              |
| Republica San Marino                               | Inno Nazionale della Repubblica (Imnul Național al Republicii)                                               | 1894                                                                          | neversificat oficial | Federico Consolo                                                   | "Inno Nazionale della Repubblica" Probleme cu rularea acestui fișier? Vezi pagina de ajutor .                           | 0m 54s | [ 193 ]              |
| Republica Democrată São Tomé și Príncipe           | Independência total (Independență absolută)                                                                  | 1975                                                                          | Alda Neves da Graça do Espírito Santo                                                                                     | Manuel dos Santos Barreto de Sousa e Almeida                       | "Independência total" Probleme cu rularea acestui fișier? Vezi pagina de ajutor .                                       | 2m 5s  | [ 194 ]              |
| Republica Senegal                                  | Le Lion rouge (Leul roșu)                                                                                    | 1960                                                                          | Léopold Sédar Senghor | Herbert Pepper                                                     | "Le Lion rouge" Probleme cu rularea acestui fișier? Vezi pagina de ajutor .                                             | 0m 56s | [ 195 ]              |
| Republica Serbia                                   | Bože pravde (Doamne, fă dreptate)                                                                            | 1882, 2004                                                                    | Jovan Đorđević | Davorin Jenko                                                      | "Bože pravde" Probleme cu rularea acestui fișier? Vezi pagina de ajutor .                                               | 1m 43s | [ 196 ]              |
| Republica Seychelles                               | Koste Seselwa (Uniți-vă, seychellezi)                                                                        | 1996                                                                          | David François Marc André, George Charles Robert Payet                                                                    | David François Marc André, George Charles Robert Payet             | "Koste Seselwa" Probleme cu rularea acestui fișier? Vezi pagina de ajutor .                                             | 1m 7s  | [ 197 ]              |
| Sfânta Lucia                                       | Sons and Daughters of Saint Lucia (Fiii și fiicele din Sfânta Lucia)                                         | 1979                                                                          | Charles Jesse | Leton Felix Thomas                                                 | "Sons and Daughters of Saint Lucia" Probleme cu rularea acestui fișier? Vezi pagina de ajutor .                         | 0m 43s | [ 198 ]              |
| Republica Sierra Leone                             | High We Exalt Thee, Realm of the Free (Înalt te-am ridicat, tărâm al celor liberi)                           | 1961                                                                          | Clifford Nelson Fyle | John Akar                                                          | "High We Exalt Thee, Realm of the Free" Probleme cu rularea acestui fișier? Vezi pagina de ajutor .                     | 0m 46s | [ 199 ]              |
| Republica Singapore                                | Majulah Singapura (Înainte, Singapore!)                                                                      | 1965                                                                          | Zubir Said | Zubir Said                                                         | "Majulah Singapura" Probleme cu rularea acestui fișier? Vezi pagina de ajutor .                                         | 1m 19s | [ 200 ]              |
| Republica Arabă Siriană                            | Humāt ad-Diyār (Gardienii Patriei)                                                                           | 1938, 1961                                                                    | Khalil Mardam Bey | Mohammed Flayfel, Ahmad Salim Flayfel                              | "Humāt ad-Diyār" Probleme cu rularea acestui fișier? Vezi pagina de ajutor .                                            | 1m 6s  | [ 201 ]              |
| Republica Slovacă                                  | Nad Tatrou sa blýska (Fulger peste munții Tatra)                                                             | 1993                                                                          | Janko Matúška | necunoscut                                                         | "Nad Tatrou sa blýska" Probleme cu rularea acestui fișier? Vezi pagina de ajutor .                                      | 1m 18s | [ 202 ] [ 203 ]      |
| Republica Slovenia                                 | Zdravljica (Închinare)                                                                                       | 1989 (imn regional) 1994 (imn național)                                       | France Prešeren | Stanko Premrl                                                      | "Zdravljica" Probleme cu rularea acestui fișier? Vezi pagina de ajutor .                                                | 0m 56s | [ 204 ]              |
| Republica Federală Somalia                         | Qolobaa Calankeed (Laudă Drapelului)                                                                         | 2012                                                                          | Abdullahi Qarshe | Abdullahi Qarshe                                                   | "Qolobaa Calankeed" Probleme cu rularea acestui fișier? Vezi pagina de ajutor .                                         | 1m 6s  | [ 205 ]              |
| Regatul Spaniei                                    | La Marcha Real (Marșul regal)                                                                                | 1770 1942                                                                     | Alfonso al XIII-lea | Manuel de Espinosa de los Monteros                                 | "La Marcha Real" Probleme cu rularea acestui fișier? Vezi pagina de ajutor .                                            | 0m 54s | [ 206 ]              |
| Republica Democratică Socialistă Sri Lanka         | Sri Lanka Matha (Mama Sri Lanka)                                                                             | 1951                                                                          | Ananda Samarakoon (sinhala), M. Nallathambi (tamil)                                                                       | Ananda Samarakoon                                                  | "Sri Lanka Matha" Probleme cu rularea acestui fișier? Vezi pagina de ajutor .                                           | 2m 53s | [ 208 ]              |
| Statele Unite ale Americii                         | The Star-Spangled Banner (Drapelul înstelat)                                                                 | 1931                                                                          | Francis Scott Key | John Stafford Smith                                                | "The Star-Spangled Banner" Probleme cu rularea acestui fișier? Vezi pagina de ajutor .                                  | 1m 18s | [ 209 ]              |
| Regatul Suediei                                    | Du gamla, Du fria (Tu vechiul, tu liberul)                                                                   | 1866 (de facto, niciodată adoptat de jure)                                    | Richard Dybeck |                                                                    | "Du gamla, Du fria" Probleme cu rularea acestui fișier? Vezi pagina de ajutor .                                         | 1m 28s | [ 210 ]              |
| Republica Sudan                                    | Nahnu Jund Allah Jund Al-watan (Suntem Armata lui Allah și a Țării noastre)                                  | 1956                                                                          | Sayyed Ahmed Mohammed Salih                                                                                               | Ahmad Murjan                                                       | "Nahnu Jund Allah Jund Al-watan" Probleme cu rularea acestui fișier? Vezi pagina de ajutor .                            | 0m 46s | [ 211 ]              |
| Republica Sudanul de Sud                           | South Sudan Oyee! (Sudanul de Sud, Oyee!)                                                                    | 2011                                                                          | Elevi și profesori de la Universitatea Juba, 2011                                                                         | Elevi și profesori de la Universitatea Juba, 2011                  | "South Sudan Oyee!" Probleme cu rularea acestui fișier? Vezi pagina de ajutor .                                         | 1m 17s | [ 212 ]              |
| Republica Suriname                                 | God zij met ons Suriname (Dumnezeu să ocrotească Suriname)                                                   | 1959                                                                          | Cornelis Atses Hoekstra, Henry de Ziel                                                                                    | Johannes Corstianus de Puy                                         | "God zij met ons Suriname" Probleme cu rularea acestui fișier? Vezi pagina de ajutor .                                  | 0m 54s | [ 213 ]              |
| Republica Tadjikistan                              | Surudi Milli (Imnul național)                                                                                | 1994                                                                          | Gulnazar Keldi | Suleiman Yudakov                                                   | "Surudi Milli" Probleme cu rularea acestui fișier? Vezi pagina de ajutor .                                              | 1m 55s | [ 214 ]              |
| Republica Unită a Tanzaniei                        | Mungu ibariki Afrika (Doamne, binecuvântează Africa)                                                         | 1961                                                                          | colectiv | Enoch Sontonga                                                     | "Mungu ibariki Afrika" Probleme cu rularea acestui fișier? Vezi pagina de ajutor .                                      | 0m 52s | [ 215 ]              |
| Regatul Thailandei                                 | Phleng Chat (Cântec național)                                                                                | 1932, 1939 (cu numele și versurile actuale), 1949                             | Luang Saranupraphan | Peter Feit                                                         | "Phleng Chat" Probleme cu rularea acestui fișier? Vezi pagina de ajutor .                                               | 0m 44s | [ 216 ]              |
| Republica Democratică Timorul de Est               | Pátria (Patria)                                                                                              | 1975, 2002                                                                    | Francisco Borja da Costa                                                                                                  | Afonso de Araujo                                                   | "Pátria" Probleme cu rularea acestui fișier? Vezi pagina de ajutor .                                                    | 2m 9s  | [ 217 ]              |
| Republica Togoleză                                 | Salut à toi, pays de nos aïeux (Te salut, țară a strămoșilor)                                                | 1960, 1992                                                                    | Alex Casimir-Dosseh | Alex Casimir-Dosseh                                                | | 0m 52s | [ 218 ]              |
| Regatul Tonga                                      | Ko e fasi ʻo e tuʻi ʻo e ʻOtu Tonga (Cântecul Regelui insulelor Tonga)                                       | 1874                                                                          | Uelingatoni Ngū Tupoumalohi                                                                                               | Karl Gustavus Schmitt                                              | "Ko e fasi ʻo e tuʻi ʻo e ʻOtu Tonga" Probleme cu rularea acestui fișier? Vezi pagina de ajutor .                       | 0m 49s | [ 219 ] [ 220 ]      |
| Republica Trinidad și Tobago                       | Forged from the Love of Liberty (Născută din dragostea de libertate)                                         | 1962                                                                          | Patrick Castagne | Patrick Castagne                                                   | "Forged from the Love of Liberty" Probleme cu rularea acestui fișier? Vezi pagina de ajutor .                           | 1m 15s | [ 221 ]              |
| Republica Tunisiană                                | Humat al-Hima (Apărătorii Patriei)                                                                           | 1957, 1987                                                                    | Mustafa Sadiq Al-Rafi'i, Aboul-Qacem Echebbi                                                                              | Mohammed Abdel Wahab                                               | "Humat al-Hima" Probleme cu rularea acestui fișier? Vezi pagina de ajutor .                                             | 0m 52s | [ 222 ]              |
| Republica Turcia                                   | İstiklâl Marșı (Marșul independenței)                                                                        | 1921                                                                          | Mehmet Akif Ersoy | Osman Zeki Üngör                                                   | "İstiklâl Marșı" Probleme cu rularea acestui fișier? Vezi pagina de ajutor .                                            | 1m 5s  | [ 223 ]              |
| Turkmenistan                                       | Garașsyz, Bitarap Türkmenistanyň Döwlet Gimni (Imnul de stat al Turkmenistanului Independent și Neutru)      | 1996 (versiune originală) 2008 (versiune curentă)                             | colectiv | Velimuhammet Muhadov                                               | "Türkmenbașyň guran beýik binasy" Probleme cu rularea acestui fișier? Vezi pagina de ajutor .                           | 2m 0s  | [ 224 ]              |
| Tuvalu                                             | Tuvalu mo te Atua (Tuvalu pentru Cel de Sus)                                                                 | 1978                                                                          | Afaese Manoa | Afaese Manoa                                                       | "Tuvalu mo te Atua" Probleme cu rularea acestui fișier? Vezi pagina de ajutor .                                         | 1m 4s  | [ 225 ]              |
| Regatul Țărilor de Jos                             | Wilhelmus van Nassouwe                                                                                       | 1932                                                                          | necunoscut | Adrianus Valerius                                                  | "Wilhelmus van Nassouwe" Probleme cu rularea acestui fișier? Vezi pagina de ajutor .                                    | 1m 5s  | [ 226 ]              |
| Ucraina                                            | Șce ne vmerla Ukraiina (Încă nu au pierit nici gloria, nici libertatea Ucrainei!)                            | 1992 (muzică), 2003 (versuri)                                                 | Pavlo Platonovici Ciubinski                                                                                               | Mihailo Mihailovici Verbițki                                       | "Șce ne vmerla Ukraiina" Probleme cu rularea acestui fișier? Vezi pagina de ajutor .                                    | 1m 20s | [ 227 ]              |
| Republica Uganda                                   | Oh Uganda, Land of Beauty (Oh, Uganda, țară a frumuseții)                                                    | 1962                                                                          | George Wilberforce Kakoma                                                                                                 | George Wilberforce Kakoma                                          | "Oh Uganda, Land of Beauty" Probleme cu rularea acestui fișier? Vezi pagina de ajutor .                                 | 0m 44s | [ 228 ]              |
| Ungaria                                            | Himnusz (Imn)                                                                                                | 1844 (de facto) 1989 (de jure)                                                | Ferenc Kölcsey | Ferenc Erkel                                                       | "Himnusz" Probleme cu rularea acestui fișier? Vezi pagina de ajutor .                                                   | 1m 41s | [ 229 ]              |
| Republica Orientală a Uruguayului                  | Himno Nacional (Imnul național)                                                                              | 1848                                                                          | Francisco Acuña de Figueroa                                                                                               | Francisco José Debali                                              | "Himno Nacional" Probleme cu rularea acestui fișier? Vezi pagina de ajutor .                                            | 4m 30s | [ 230 ]              |
| Republica Uzbekistan                               | Oʻzbekiston Respublikasining Davlat Madhiyasi (Imnul național al Republicii Uzbekistan)                      | 1991                                                                          | Abdulla Aripov | Mutal Burhanov                                                     | "Oʻzbekiston Respublikasining Davlat Madhiyasi" Probleme cu rularea acestui fișier? Vezi pagina de ajutor .             | 2m 29s | [ 231 ]              |
| Republica Vanuatu                                  | Yumi, Yumi, Yumi (Noi, noi, noi)                                                                             | 1980                                                                          | François Vincent Ayssav                                                                                                   | François Vincent Ayssav                                            | "Yumi, Yumi, Yumi" Probleme cu rularea acestui fișier? Vezi pagina de ajutor .                                          | 0m 59s | [ 232 ]              |
| Statul Cetății Vatican                             | Inno e Marcia Pontificale (Imnul și Marșul Pontifical)                                                       | 1949                                                                          | Antonio Allegra | Charles Gounod                                                     | "Marche Pontificale" Probleme cu rularea acestui fișier? Vezi pagina de ajutor .                                        | 3m 13s | [ 233 ]              |
| Republica bolivariană a Venezuelei                 | Gloria al Bravo Pueblo (Glorie vitejilor)                                                                    | 1881                                                                          | Vicente Salias | Juan José Landaeta                                                 | "Gloria al Bravo Pueblo" Probleme cu rularea acestui fișier? Vezi pagina de ajutor .                                    | 1m 31s | [ 234 ]              |
| Republica Socialistă Vietnam                       | Tiến Quân Ca (Cântec de marș)                                                                                | 1945                                                                          | Văn Cao | Văn Cao                                                            | "Tiến Quân Ca" Probleme cu rularea acestui fișier? Vezi pagina de ajutor .                                              | 1m 12s | [ 235 ]              |
| Republica Yemen                                    | al-Jumhūriyyatu l-Muttaḥidatu (Republica unită)                                                              | 1990                                                                          | Abdallah Abdulwahab Noman                                                                                                 | Ayoob Tarish                                                       | "National anthem of Yemen" Probleme cu rularea acestui fișier? Vezi pagina de ajutor .                                  | 0m 49s | [ 236 ] [ 237 ]      |
| Republica Zambia                                   | Stand and Sing of Zambia, Proud and Free (Ridică-te și cântă Zambia, mândră și liberă)                       | 1973                                                                          | colectiv | Enoch Sontonga                                                     | "National anthem of Zambia" Probleme cu rularea acestui fișier? Vezi pagina de ajutor .                                 | 1m 57s | [ 238 ] [ 239 ]      |
| Republica Zimbabwe                                 | Kalibusiswe Ilizwe leZimbabwe (Oh, înalță steagul Zimbabwe)                                                  | 1994                                                                          | Solomon Mutswairo | Fred Changundega                                                   | "Kalibusiswe Ilizwe leZimbabwe" Probleme cu rularea acestui fișier? Vezi pagina de ajutor .                             | 0m 46s | [ 240 ]              |

## State cu recunoaștere parțială
Lista include state care și-au declarat independența, dar sunt parțial recunoscute. Sortarea este în ordine alfabetică, în funcție de numele prescurtat al statelor.
| Stat                                    | Imn național                                             | Anul adoptării                 | Denumire oficială                                       | Versuri                                       | Muzică                         | Audio                                                                                        | Ref.            |
|                                         |                                                          |                                |                                                         |                                               |                                |                                                                                              |                 |
| --------------------------------------- | -------------------------------------------------------- | ------------------------------ | ------------------------------------------------------- | --------------------------------------------- | ------------------------------ | -------------------------------------------------------------------------------------------- | --------------- |
| Republica Abhazia                       | Aiaaira (Victorie)                                       | 2007                           | "Imnul de Stat al Republicii Abhazia"                   | Ghennadi Șalikovici Alamia                    | Valeri Levarsovici Cikadua     | "Aiaaira" Probleme cu rularea acestui fișier? Vezi pagina de ajutor .                        | [ 241 ]         |
| Republica Turcă a Ciprului de Nord      | İstiklâl Marșı (Marșul independenței)                    | 1983                           | "Imnul Republicii Turce a Ciprului de Nord"             | Mehmet Akif Ersoy                             | Zeki Üngör                     | "İstiklâl Marșı" Probleme cu rularea acestui fișier? Vezi pagina de ajutor .                 | [ 242 ] [ 243 ] |
| Republica Kosovo                        | Europe (Europa)                                          | 2008                           | "Imnul Republicii Kosovo"                               | Mendi Mengjiqi                                | Mendi Mengjiqi                 | "Europe" Probleme cu rularea acestui fișier? Vezi pagina de ajutor .                         | [ 244 ]         |
| Ordinul Suveran al Cavalerilor de Malta | Ave Crux Alba (Te salut, cruce albă)                     | 1930                           | "Imnul Ordinului Suveran al Cavalerilor de Malta"       | Alfredo Consorti                              | Alfredo Consorti               |                                                                                              | [ 245 ]         |
| Republica Osetia de Sud                 | Warzon Iryston! (Dragă Osetia!)                          | 1995                           | "Imnul Național al Republicii Osetia de Sud"            | Totraz Kokaev                                 | Feliks Alborov                 | "Warzon Iryston!" Probleme cu rularea acestui fișier? Vezi pagina de ajutor .                | [ 246 ]         |
| Republica Arabă Democrată Saharawi      | Yā Banī al-Ṣaḥrāʼ (Oh, fii ai Saharei)                   | 1976                           | "Imnul Național al Republicii Arabe Democrate Saharawi" | necunoscut                                    | necunoscut                     | "Yā Banī al-Ṣaḥrāʼ" Probleme cu rularea acestui fișier? Vezi pagina de ajutor .              | [ 247 ]         |
| Republica Somaliland                    | Samo ku waar (Trăiește în pace eternă)                   | 1997                           | "Imnul Republicii Somaliland"                           | Hassan Sheikh Mumin                           | Hassan Sheikh Mumin            | "Samo ku waar" Probleme cu rularea acestui fișier? Vezi pagina de ajutor .                   | [ 248 ]         |
| Republica Chineză                       | San Min Chu-i (Trei principii ale poporului)             | 1937 (de facto) 1943 (de jure) | "Imnul Național al Republicii Chineze"                  | Sun Yat-sen                                   | Cheng Maoyun                   | "San Min Zhu Yi" Probleme cu rularea acestui fișier? Vezi pagina de ajutor .                 | [ 249 ]         |
| Republica Moldovenească Nistreană       | Mî slavim tebea, Pridnestrovie (Te slăvim, Transnistria) | 2000                           | "Imnul de Stat al Republicii Moldovenești Nistrene"     | Boris Parmenov, Vitali Pișenko, Nikolai Bojko | Boris Alexandrovici Alexandrov | "Mî slavim tebea, Pridnestrovie" Probleme cu rularea acestui fișier? Vezi pagina de ajutor . | [ 250 ] [ 251 ] |